# Anthony Hall (Leichtathlet)
Anthony Hall (* 17. März 1950 in Philadelphia) ist ein ehemaliger US-amerikanischer Speerwerfer.
1973 gewann er Bronze bei der Universiade, 1975 wurde er Vierter bei den Panamerikanischen Spielen in Mexiko-Stadt, und 1976 kam er bei den Olympischen Spielen in Montreal auf den 15. Platz.
Seine persönliche Bestleistung von 86,64 m stellte er am 8. Mai 1976 in Knoxville auf.